# 토니 스튜어트

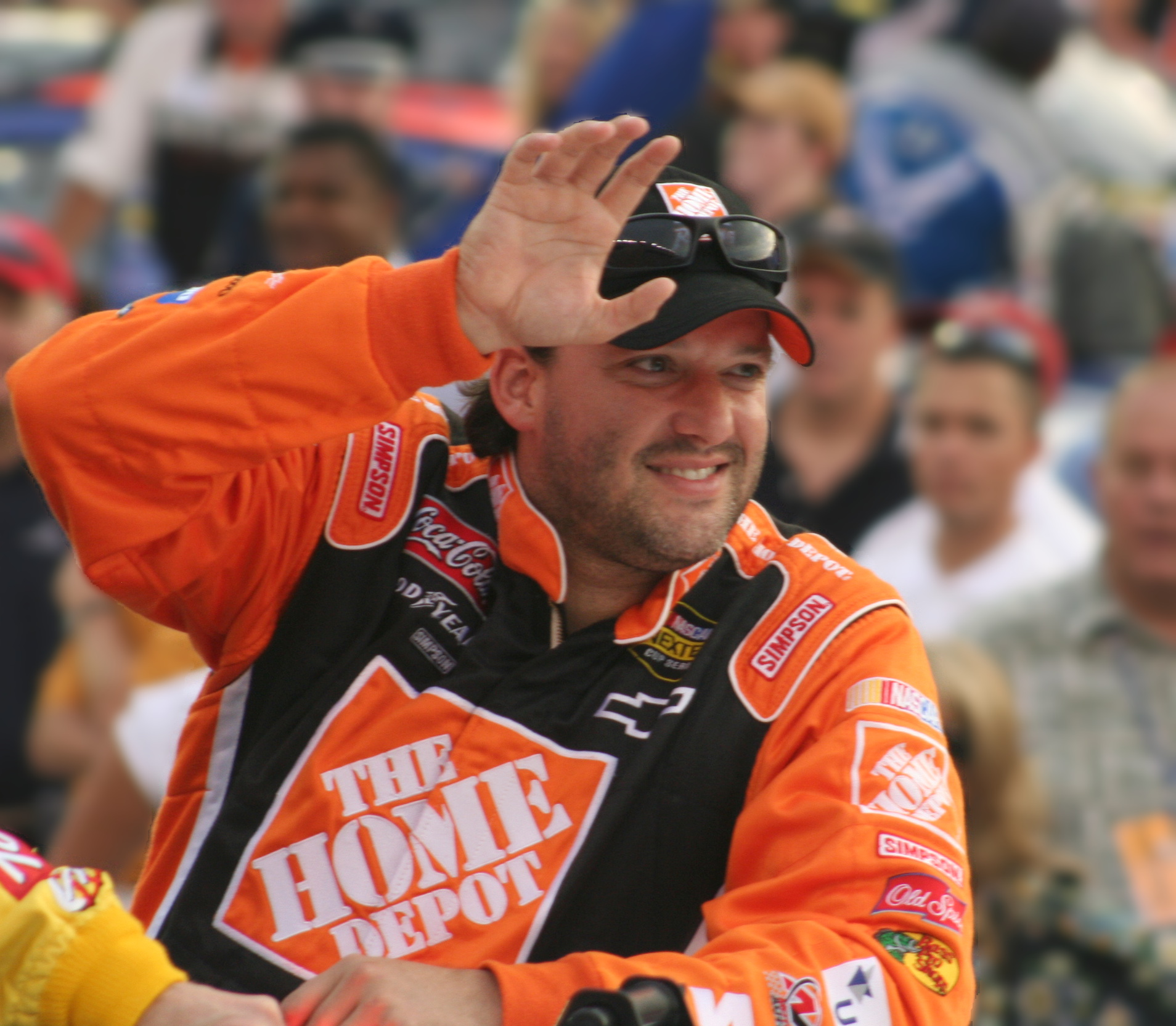
토니 스튜어트

앤서니 웨인 스튜어트(Anthony Wayne Stewart, 1971년 5월 20일 ~ )는 미국의 자동차 경주 선수이다. 전 프로 스톡 카 레이싱 드라이버이자 NASCAR 팀 소유자이다.